# 雙背海豬魚
雙背海豬魚，為輻鰭魚綱鱸形目隆頭魚亞目隆頭魚科的其中一種，分布於西太平洋區，從馬來西亞至巴布亞紐幾內亞海域，棲息深度2-8公尺，體長可達8.9公分，棲息在水淺的礁石平台海域，成小群活動，生活習性不明，可作為觀賞魚。